# Veľká Ves
Veľká Ves és un poble i municipi d'Eslovàquia que es troba a la regió de Banská Bystrica.

## Història
La primera menció escrita de la vila es remunta al 1335.

## Demografia
| Godina             | 1994 | 2004   | 2014   | 2024   |
| ------------------ | ---- | ------ | ------ | ------ |
| Nombre de persones | 441  | 428    | 450    | 410    |
| Diferència         |      | −2,94% | +5,14% | −8,88% |

| Godina             | 2023 | 2024   |
| ------------------ | ---- | ------ |
| Nombre de persones | 406  | 410    |
| Diferència         |      | +0,98% |